# Castello di Oliva Gessi
Il Castello di Oliva Gessi è una fortificazione situata nell'omonimo comune italiano, in provincia di Pavia. L'edificio è posto sull'altura che sovrasta il piccolo borgo, si trova nell'Oltrepò Pavese.

## Storia
Una fortificazione, di cui non conosciamo il nome ne le dimensioni e la forma, è già citata in alcuni documenti altomedievali, Il nome di Oliva compare per la prima volta nel 998 in un diploma dove Ottone III la conferma tra i possedimenti del monastero di San Martino di Pavia. Queste strutture sono state più volte rimaneggiate fino a dare origine al blocco quadrilatero che tuttora sorge nel punto più alto del piccolo abitato.

## Struttura
Il castello ha un impianto quadrilatero irregolare, con cortile centrale e un ampio portone carraio sul lato orientale. Un terrazzo, costruito su di un alto muraglione di sostegno in laterizio, circonda la struttura su tre lati. Una particolare sporgenza, posta sullo spigolo settentrionale della costruzione, fa presumere che esistesse, nei tempi passati, una torre. Il fronte orientale e quello settentrionale sarebbero autentici, anche se drasticamente rimaneggiati, l'aspetto attuale è quello di un ampio palazzo residenziale.